# روري جينتي
روري جينتي  (بالإنجليزية :روري جينتي )
من مواليد 23 يناير 1977, وهو لاعب كرة قدم إيرلندي سابق لعب كمُهاجم من الجناح الأيسر .

## مسيرته
ولد في غالواي ، بدأ جينتي اللعب مع فريق سالثيل ديفون المحلي ، حيث لاحظه نادي كريستال بالاس وهو يلعب في بطولة في ويلز عام 1991.
ارتبط مع كريستال بالاس خلال عطلاتهِ المدرسية قبل أن يبلغ من العمر 17 عامًا في 1994. وقع شروطًا احترافية في عام 1997 وظهر لأول مرة في الدوري الإنجليزي كبديل ضد ليفربول في 13 ديسمبر 1997 . بعد أربع مباريات أخرى في الدوري مع نادي كريستال بالاس ، عاد إلى وطنه ليوقع عقدًا مدته شهر واحد مع نادي شيلبورن في أغسطس من سنة 1998. ظهر لأول مرة في الدوري الأيرلندي في 6 سبتمبر.
في سبتمبر 1998 ، في البداية وقعَ صفقة لمدة شهر واحد مع نادي كوليرين في أول ظهور له في الدوري الأيرلندي لكرة القدم في أوماغ تاون لكرة القدم في 19 سبتمبر. و تم تمديد هذه الصفقة حتى نهاية عام 1998.
```
ومن ثم أنضم إلى 
نادي أردس لكرة القدم
  في يناير 1999 حتى نهاية الموسم حيث سجل ثلاثة أهداف في إجمالي 17 مباراة.  وبعدها عاد إلى الدوري الأيرلندي 
لموسم الدوري الأيرلندي 1999-2000
  مع 
نادي إتحاد مدينة كيلكيني لكرة القدم
 الذي ساعد في صعودهِ من خلال التصفيات. 
```

أما الأن فهو يعمل في شركة تأمين عامة في أيرلندا وهي Aviva Group Ireland .